# Оде (река)
Оде (фр. Odet) је река у Француској. Дуга је 62 km. Улива се у Атлантски океан. 